# Gorkha Airlines
Gorkha Airlines war eine nepalesische Fluggesellschaft mit Sitz in Kathmandu, die nationale Verbindungen von Pokhara und Kathmandu zu Flugplätzen im Himalaya angeboten hat.

## Geschichte
Gorkha Airlines wurde 1996 gegründet. Die Betriebsaufnahme erfolgte im selben Jahr vom Flughafen Kathmandu mit zwei geleasten Hubschraubern des Typs Mil Mi-17. Im Jahr 1998 übernahm die Gesellschaft ihre ersten zwei Dornier 228. Nach der Ausmusterung des letzten Hubschraubers im Jahr 2005 setzte Gorkha Airlines ausschließlich diesen Flugzeugtyp ein. Die Betriebseinstellung erfolgte im Jahr 2008.

## Flotte
Zum Zeitpunkt der Betriebseinstellung bestand die Flotte aus zwei Maschinen des Typs Dornier 228.

## Zwischenfälle
- Am 30. Juni 2005 geriet eine Dornier 228-200 der Gorkha Airlines (Luftfahrzeugkennzeichen 9N-AEO) bei der Landung auf dem schwer anzufliegenden Flughafen Lukla von der Landebahn ab. Das Flugzeug wurde so schwer beschädigt, dass es abgeschrieben werden musste. Die zwölf Insassen (neun Passagiere und drei Besatzungsmitglieder) überlebten, wurden aber leicht verletzt.[4]